# Dalea
Dalea je rod rostlin z čeledi bobovité. Jsou to vesměs suchomilné byliny i dřeviny s drobnými listy a květy uspořádanými v nápadných klasovitých květenstvích. Rod je rozšířen v počtu asi 180 druhů v Americe od Kanady po Chile a Argentinu.

## Popis
Zástupci rodu Dalea jsou jednoleté nebo vytrvalé byliny a keře, výjimečně i stromy. Listy jsou lichozpeřené nebo výjimečně trojčetné, složené z drobných celokrajných lístků. Palisty jsou drobné. Květy jsou malé, bílé, purpurové nebo tmavě modré, výjimečně i žluté, uspořádané v nápadných, hustých klasech. Květenství jsou vrcholová nebo vyrůstají naproti bázím listů. Kalich je zvonkovitý, zakončený 5 laloky. Koruna je téměř motýlovitá. Pavéza je srdčitá, na bázi nehetnatá, přirostlá ke dnu kalicha. Křídla a člunek jsou přímé a často delší než pavéza. Korunní lístky tvořící člunek jsou většinou spojeny spodními okraji. Tyčinek je 10 nebo výjimečně 9 a jsou jednobratré. Semeník je přisedlý nebo krátce stopkatý, se 2 nebo řidčeji se 3 vajíčky a šídlovitou čnělkou nesoucí drobnou vrcholovou bliznu. Plody jsou drobné, vejčité, tenkostěnné, většinou nepukavé, jednosemenné, uzavřené ve vytrvalém kalichu. Semena jsou ledvinovitá.

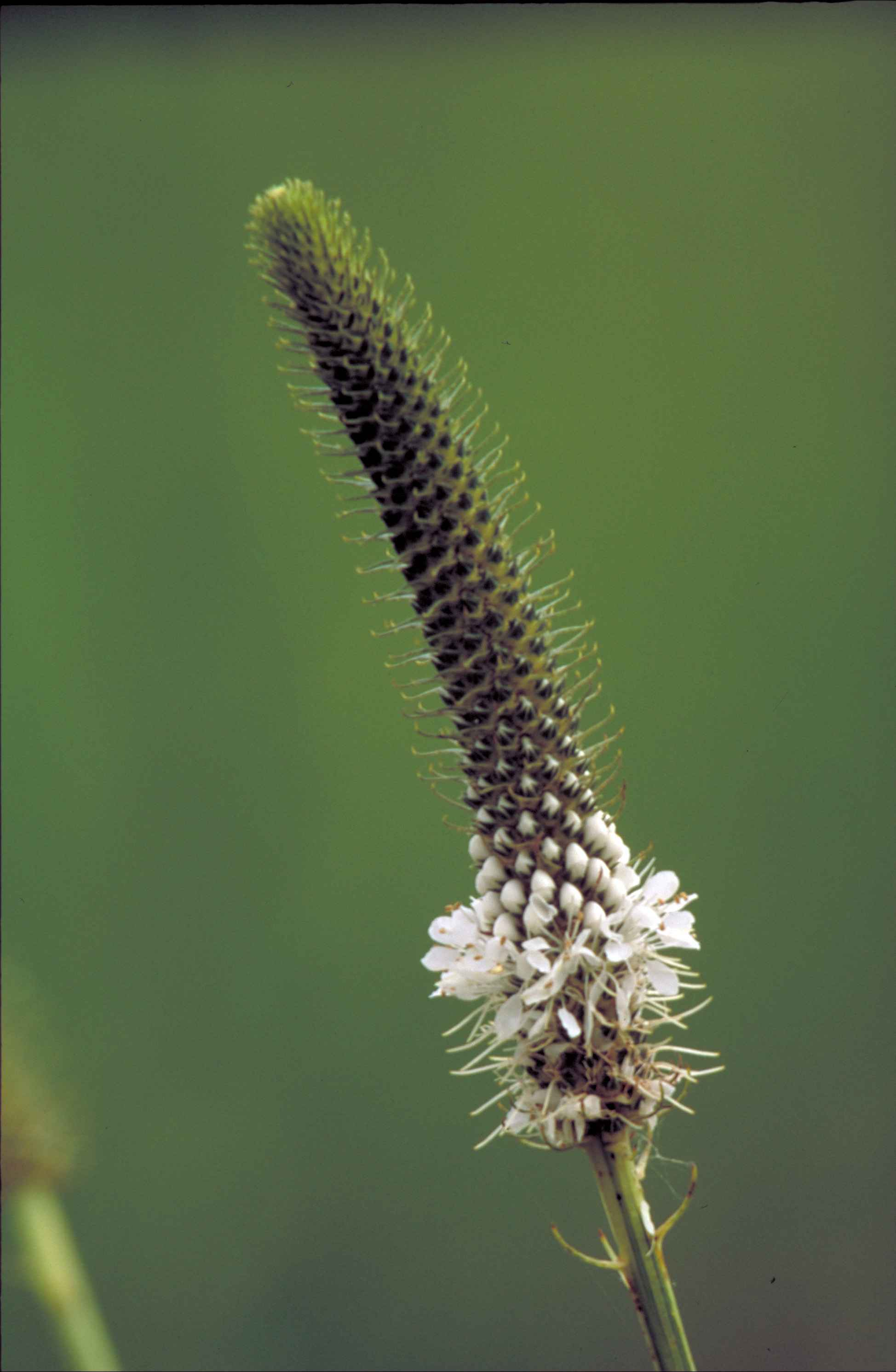
Květenství Dalea candida
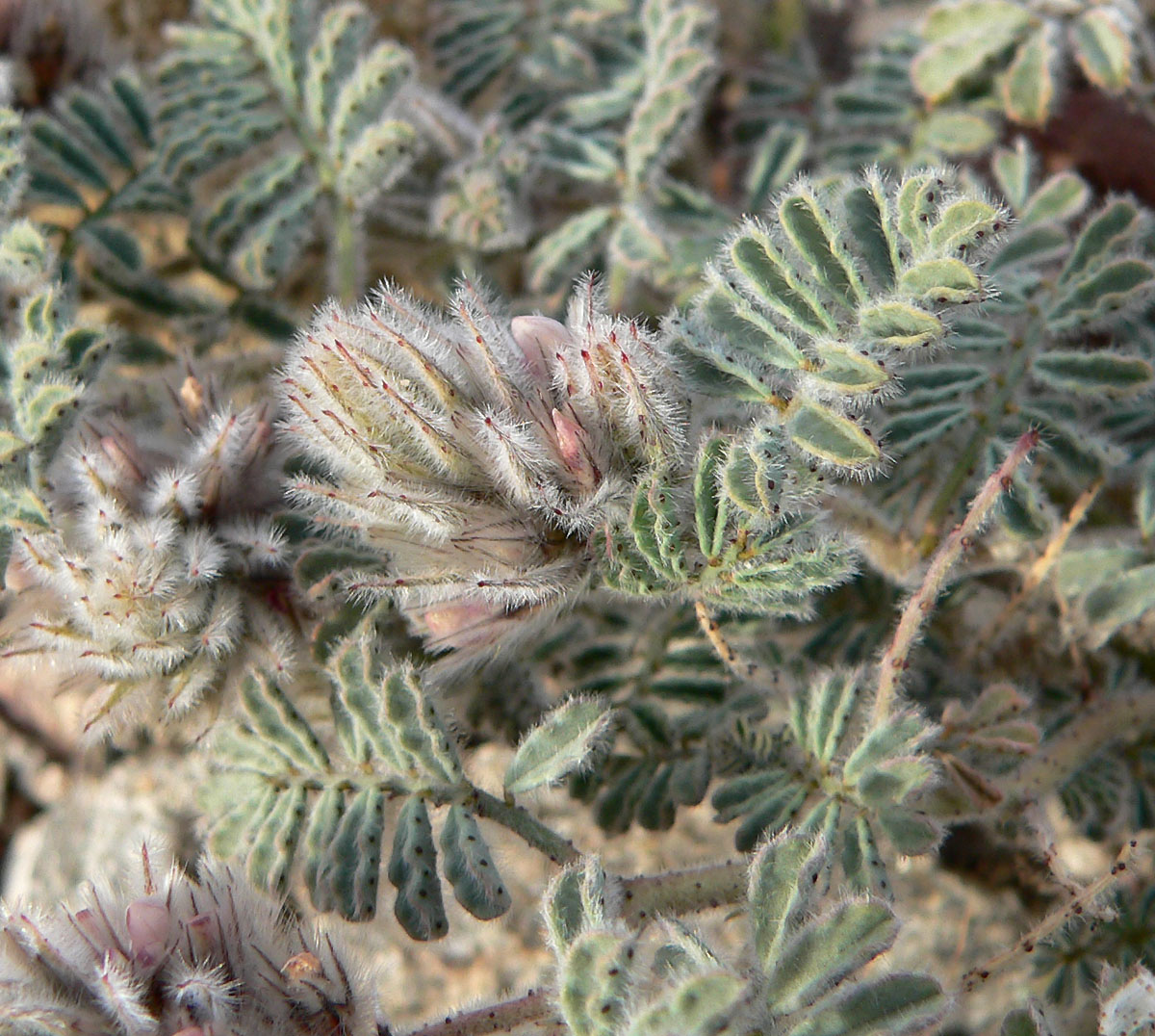
Kvetoucí Dalea mollissima
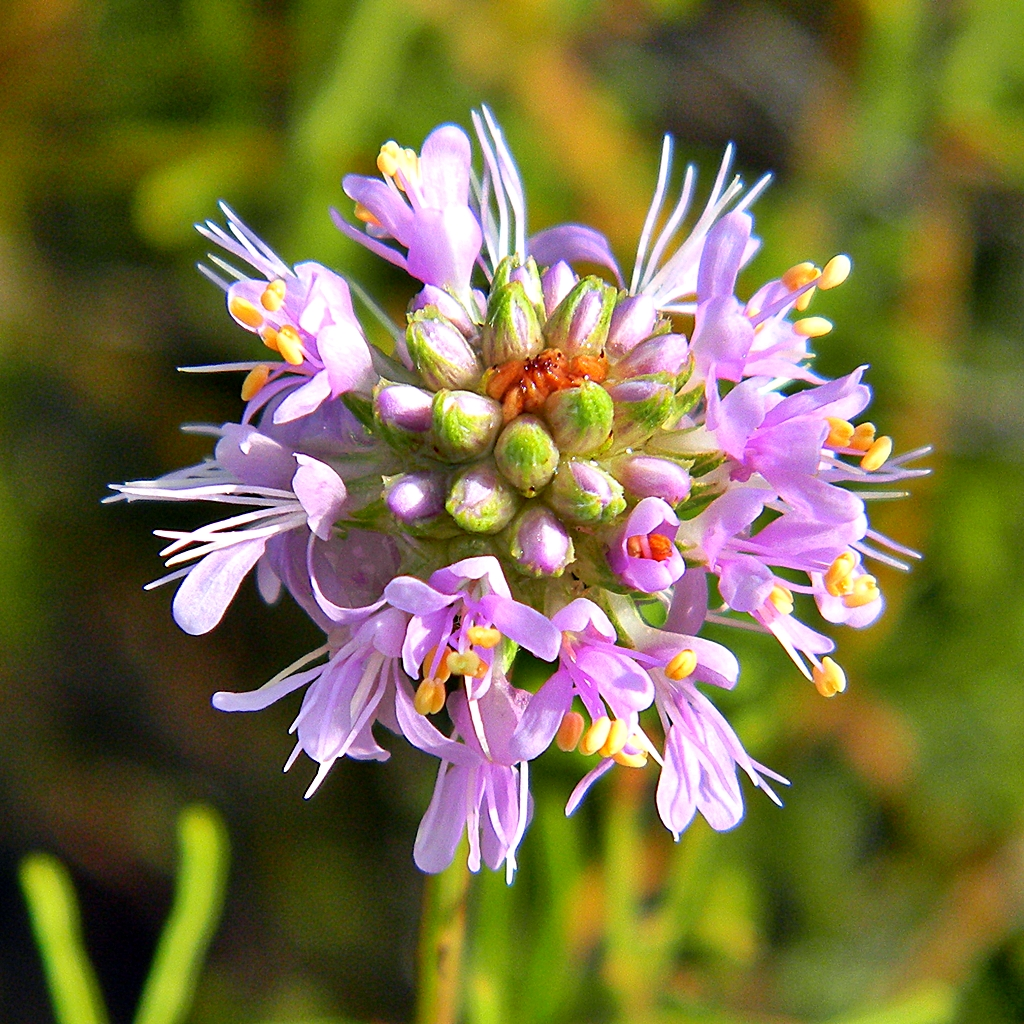
Květenství Dalea feayi

## Rozšíření
Rod Dalea zahrnuje asi 180 druhů. Je rozšířen od Kanady přes USA, Mexiko a Střední Ameriku po jihoamerické Andy, kde sahá až do severního Chile a Argentiny. Nejvíce druhů roste na jihozápadě USA. Rostou zejména v sušších oblastech na písečných dunách, na březích periodicky vysychajících vodních toků a říčních nánosech. Některé druhy vystupují až do nadmořských výšek okolo 2000 metrů. Všechny druhy jsou dobře adaptovány na chudé půdy.

## Význam
Některé druhy se využívají jako rostliny zabraňující větrné erozi písečných dun. Druh Dalea alopecuroides je na středozápadě Spojených států používán jako zelené hnojení. Z větví některých druhů pletou místní indiáni na jihozápadě USA koše. Kořeny Dalea purpurea slouží ke žvýkání, listy jsou používány jako náhrada čaje. Druhy s nápadnými květenstvími mohou být využívány jako okrasné rostliny.
Některé druhy rodu Dalea lze spatřit ve sbírkách Pražské botanické zahrady v Tróji.